# Diana Wynne Jones
Diana Wynne Jones (Londres, 16 de agosto de 1934 - Bristol, 26 de marzo de 2011) fue una escritora británica, principalmente de novelas de fantasía para niños y adultos, así como una pequeña cantidad de no ficción. Algunos de sus trabajos más conocidos incluyen las series de Chrestomanci y El castillo ambulante.

## Biografía
Diana Jones nació en Londres. Fue hija de Marjorie (de soltera, Jackson) y Richard Aneurin Jones, quienes trabajaban como educadores. Un tiempo luego de su quinto cumpleaños, se declaró la guerra y su familia fue evacuada a Gales, y posteriormente se mudó varias veces, incluyendo períodos en Coniston Water, York, y nuevamente Londres. En 1943 su familia finalmente se estableció de manera definitiva en la ciudad rural de Thaxted, Essex, donde sus padres trabajaron creando un centro de conferencias educativo. Allí, Jones y sus dos hermanas menores Isabel (más tarde la Profesora Isobel Armstrong, crítica literaria) y Ursula tuvieron una infancia descuidada en la que salieron adelante mediante sus propios recursos.
.

## Obra
Ha escrito más de cuarenta libros desde que publicó profesionalmente por primera vez en 1973, además de sus obras de teatro.
- Changeover (1970)
- Wilkins' Tooth (1973)
- The Ogre Downstairs (1974)
- Dogsbody (1975)
- Eight Days of Luke (1975)
- Power of Three (1977)
- The Time of the Ghost (1981)
- The Homeward Bounders (1981)
- Archer's Goon (1984)
- The Skiver's Guide (1984)
- Fire and Hemlock (1985)
- A Tale of Time City (1987)
- Wild Robert (1989)
- Black Maria (1991)
- A Slice of Life (1991)
- A Sudden Wild Magic (1992)
- Hexwood (1993)
- The Tough Guide To Fantasyland (1997)
- Enna Hittims (2006)
- The Game (2007)
- Enchanted Glass (2010)
- Earwig and the Witch (2011)
- Reflections On the Magic of Writing (2012)

### Álbum ilustrado
- Who Got Rid of Angus Flint? (1978)
- Yes, Dear (1992)
- Puss in Boots (1999)

### Antologías
- Hidden Turnings (1989)
- Fantasy Stories (1994)
- Spellbound (1995)

### Cuentos cortos
- Mela Worms en Arrows of Eros (1989)
- Fat Wizard en The Kingfisher Treasury of Witch and Wizard Stories (1996)
- Little Dot en Firebirds (2003)
- I'll Give You My Word en Firebirds Rising (2006)
- JoBoy en The Dragon Book
- Samantha's Diary en Stories

### Colecciones de cuentos cortos
- Warlock at the Wheel and Other Stories (1984)
- Stopping for a Spell (1993)
- Everard's Ride (1994)
- Minor Arcana (1996) nominada al British Fantasy Award
- Believing is Seeing (1999)
- Unexpected Magic: Collected Stories (2002)

### SerieChrestomanci
1. Charmed Life (1977)
2. The Magicians of Caprona (1980)
3. Witch Week (1982)
4. The Lives of Christopher Chant (1988)
5. Mixed Magics (2000)
6. Conrad's Fate (2005)
7. The Pinhoe Egg (2006)

### SerieHowl's Moving Castle
1. Howl´s moving Castle (1986)
2. The Castle in the air (1990)
3. House of Many Ways (2008)

### SerieDalemark Quartet
1. Cart and Cwidder (1975)
2. Drowned Ammet (1977)
3. The Spellcoats (1979)
4. Crown of Dalemark (1993)

### SerieDerkholm
1. Dark Lord of Derkholm (1998)
2. Year of the Griffin (2000)

### SerieMagids
- Deep Secret (1997)
- The Merlin Conspiracy (2003)

#### Colección: Los mundos de Chrestomanci
- Una vida mágica (1977)
- Las vidas de Christopher Chant (1977)
- Los magos de Caprona (1980)
- Semana bruja (1982)

#### Serie de Howl
- El castillo ambulante (Howl´s moving Castle) (1986)
- El castillo en el aire (The Castle in the air) (1990)
- La casa de los mil pasillos (House of Many Ways) (2008)

#### Otras novelas
- La hora del fantasma (Time of the ghost) (1981)
- Hexwood (1993)
- La conspiración de Merlín (The Merlin conspirancy: Trick or treason?) (2003)
- Cristal embrujado (Enchanted glass) (2010)
- Earwig y la bruja (2011)

#### No ficción y poesía
- La guía completa de Fantasilandia (The thoug guide to Fantasyland) (1997)

## Fallecimiento
Diana Wynne Jones fue diagnosticada con cáncer pulmonar en 2009. Fue sometida a cirugía en julio de ese mismo año y se reportó que la operación había sido exitosa. Sin embargo, en julio de 2010, Jones anunció que abandonaría el tratamiento de quimioterapia debido a que este solo le hacía sentir más enferma. Murió el 26 de marzo de 2011 a la edad de 76 años debido al cáncer. Le sobreviven su esposo, sus tres hijos y cinco nietos.